# Century Mine Airport
Century Mine Airport är en flygplats i Australien. Den ligger i kommunen Burke och delstaten Queensland, omkring 1 800 kilometer nordväst om delstatshuvudstaden Brisbane.
Trakten runt Century Mine Airport är nära nog obefolkad, med mindre än två invånare per kvadratkilometer.. Det finns inga samhällen i närheten.
Omgivningarna runt Century Mine Airport är i huvudsak ett öppet busklandskap. Genomsnittlig årsnederbörd är 653 millimeter. Den regnigaste månaden är februari, med i genomsnitt 188 mm nederbörd, och den torraste är augusti, med 1 mm nederbörd.